# Hălceni
Hălceni – wieś w Rumunii, w okręgu Jassy, w gminie Șipote. W 2011 roku liczyła 867 mieszkańców.